# Amedeo Carboni
Amedeo Carboni (Arezzo, 6 aprile 1965) è un dirigente sportivo ed ex calciatore italiano, di ruolo difensore.

## Biografia
È il fratello minore di Guido, anch'egli ex giocatore ed allenatore.

## Caratteristiche tecniche
Carboni era un terzino di spinta atletico e diligente, noto per le sue scorribande sulla fascia sinistra e per la sua longevità, resistenza e abilità difensiva.

## Carriera

### Giocatore

#### Club

Carboni alla Roma nel 1997

Cresciuto nelle giovanili dell'Arezzo, la stagione 1983-1984 è tesserato della Fiorentina, ma non scende mai in campo. L'anno seguente torna nella città natale disputando ventidue partite in Serie B (un gol). Viene poi ingaggiato in prestito dal Bari, con cui scende in campo solo dieci volte.
Dopo altri due trasferimenti, prima all'Empoli e poi al Parma, disputa l'annata 1988-1989 con la Sampdoria da titolare, contribuendo alla vittoria della Coppa Italia e, l'anno seguente, della Coppa delle Coppe. Insieme con Marco Lanna, Fausto Pari e Pietro Vierchowod, Amedeo Carboni rappresentava la linea difensiva di Vujadin Boškov, con quella Sampdoria che in attacco schierava Gianluca Vialli e Giuseppe Dossena, oltre a Roberto Mancini sulla trequarti.
Dal 1990 al 1997 milita nella Roma, con cui vince una seconda Coppa Italia nella stagione 1990-1991. È titolare dei ranghi giallorossi, stagione 1992-1993 a parte, in cui ha un infortunio. Nell'ultima stagione, dopo l'addio di Giuseppe Giannini, diventa capitano della squadra capitolina, prima di essere ceduto in Spagna.
Dal 1997 al 2006 fa infatti parte del Valencia, vestendo negli ultimi anni la fascia di capitano. Con questa casacca vince la Coppa di Spagna e la Supercoppa di Spagna nel 1999, è due volte vicecampione della UEFA Champions League e conquista due titoli nazionali (2001-2002 e 2003-2004); nel 2004 vince la Coppa UEFA e la Supercoppa europea.
Si ritira a 41 anni, al termine della stagione 2005-2006.

#### Nazionale

Carboni (accosciato, secondo da destra) in nazionale nel 1995

Con la nazionale italiana disputa 18 incontri, ma non viene mai selezionato per le fasi finali del mondiale, facendo invece parte della rosa italiana al campionato d'Europa 1996.

### Dopo il ritiro
Dal 19 maggio 2006 gli è stato affidato l'incarico di direttore sportivo del Valencia, incarico che ha mantenuto fino all'estate del 2007.
Dal 2008 al 2010 è stato opinionista di Serie A Live su Premium Calcio e di Guida al campionato su Italia 1.
Tra luglio e dicembre 2010 è stato consulente dell'allenatore dell'Inter, Rafael Benítez, suo ex-allenatore ai tempi di Valencia, venendo sollevato dall'incarico dopo l'esonero dello spagnolo.
Nel settembre del 2011 ritorna tra gli opinionisti di Premium Calcio e Guida al campionato. Successivamente si è dedicato alla conduzione della squadra giovanile Chiassa Sporting Club, fondata nel sobborgo aretino di Giovi insieme al fratello Guido.

## Statistiche

### Presenze e reti nel club
| Stagione         | Squadra          | Campionato       | Campionato | Campionato | Coppe nazionali | Coppe nazionali | Coppe nazionali | Coppe continentali | Coppe continentali | Coppe continentali | Altre coppe | Altre coppe | Altre coppe | Totale | Totale |
| Stagione         | Squadra          | Comp             | Pres       | Reti       | Comp            | Pres            | Reti            | Comp               | Pres               | Reti               | Comp        | Pres        | Reti        | Pres   | Reti   |
| ---------------- | ---------------- | ---------------- | ---------- | ---------- | --------------- | --------------- | --------------- | ------------------ | ------------------ | ------------------ | ----------- | ----------- | ----------- | ------ | ------ |
| 1984-1985        | Arezzo           | B                | 22         | 1          | CI              | 1               | 0               | -                  | -                  | -                  | -           | -           | -           | 23     | 1      |
| 1985-1986        | Bari             | A                | 10         | 0          | CI              | 3               | 0               | -                  | -                  | -                  | -           | -           | -           | 13     | 0      |
| 1986-1987        | Empoli           | A                | 11         | 0          | CI              | 2               | 0               | -                  | -                  | -                  | -           | -           | -           | 13     | 0      |
| 1987-1988        | Parma            | B                | 28         | 1          | CI              | 6               | 0               | -                  | -                  | -                  | -           | -           | -           | 34     | 1      |
| 1988-1989        | Sampdoria        | A                | 31         | 1          | CI              | 12              | 0               | CdC                | 4                  | 1                  | SI          | 1           | 0           | 48     | 2      |
| 1989-1990        | Sampdoria        | A                | 29         | 1          | CI              | 3               | 0               | CdC                | 7                  | 0                  | SI          | 1           | 0           | 40     | 1      |
| Totale Sampdoria | Totale Sampdoria | Totale Sampdoria | 60         | 2          |                 | 15              | 0               |                    | 11                 | 1                  |             | 2           | 0           | 88     | 3      |
| 1990-1991        | Roma             | A                | 30         | 1          | CI              | 9               | 0               | CU                 | 4                  | 0                  | -           | -           | -           | 43     | 1      |
| 1991-1992        | Roma             | A                | 33         | 0          | CI              | 5               | 0               | CdC                | 6                  | 0                  | SI          | 1           | 0           | 45     | 0      |
| 1992-1993        | Roma             | A                | 9          | 0          | CI              | 3               | 0               | CU                 | 3                  | 0                  | -           | -           | -           | 15     | 0      |
| 1993-1994        | Roma             | A                | 32         | 1          | CI              | 3               | 0               | -                  | -                  | -                  | -           | -           | -           | 35     | 1      |
| 1994-1995        | Roma             | A                | 30         | 0          | CI              | 3               | 0               | -                  | -                  | -                  | -           | -           | -           | 33     | 0      |
| 1995-1996        | Roma             | A                | 29         | 0          | CI              | 0               | 0               | CU                 | 6                  | 1                  | -           | -           | -           | 35     | 1      |
| 1996-1997        | Roma             | A                | 23         | 1          | CI              | 0               | 0               | CU                 | 1                  | 0                  | -           | -           | -           | 24     | 1      |
| Totale Roma      | Totale Roma      | Totale Roma      | 186        | 3          |                 | 23              | 0               |                    | 20                 | 1                  |             | 1           | 0           | 230    | 4      |
| 1997-1998        | Valencia         | PD               | 29         | 0          | CR              | 6               | 0               | -                  | -                  | -                  | -           | -           | -           | 35     | 0      |
| 1998-1999        | Valencia         | PD               | 36         | 0          | CR              | 6               | 0               | Int+UCL            | 5+4                | 0+0                | -           | -           | -           | 51     | 0      |
| 1999-2000        | Valencia         | PD               | 28         | 1          | CR              | 1               | 0               | UCL                | 15                 | 0                  | SS          | 2           | 0           | 46     | 1      |
| 2000-2001        | Valencia         | PD               | 24         | 0          | CR              | 1               | 0               | UCL                | 14                 | 0                  | -           | -           | -           | 39     | 0      |
| 2001-2002        | Valencia         | PD               | 33         | 0          | CR              | 0               | 0               | UEL                | 9                  | 0                  | -           | -           | -           | 42     | 0      |
| 2002-2003        | Valencia         | PD               | 29         | 0          | CR              | 1               | 0               | UCL                | 11                 | 0                  | SS          | 2           | 0           | 43     | 0      |
| 2003-2004        | Valencia         | PD               | 33         | 0          | CR              | 3               | 0               | CU                 | 11                 | 0                  | -           | -           | -           | 47     | 0      |
| 2004-2005        | Valencia         | PD               | 28         | 0          | CR              | 0               | 0               | UCL+CU             | 5+1                | 0+0                | SS+SU       | 2+1         | 0+0         | 37     | 0      |
| 2005-2006        | Valencia         | PD               | 5          | 0          | CR              | 1               | 0               | Int                | 2                  | 0                  | -           | -           | -           | 8      | 0      |
| Totale Valencia  | Totale Valencia  | Totale Valencia  | 245        | 1          |                 | 19              | 0               |                    | 77                 | 0                  |             | 7           | 0           | 348    | 1      |
| Totale carriera  | Totale carriera  | Totale carriera  | 562        | 8          |                 | 69              | 0               |                    | 108                | 2                  |             | 10          | 0           | 749    | 10     |

### Cronologia presenze e reti in nazionale
| Cronologia completa delle presenze e delle reti in nazionale ― Italia | Cronologia completa delle presenze e delle reti in nazionale ― Italia | Cronologia completa delle presenze e delle reti in nazionale ― Italia | Cronologia completa delle presenze e delle reti in nazionale ― Italia | Cronologia completa delle presenze e delle reti in nazionale ― Italia | Cronologia completa delle presenze e delle reti in nazionale ― Italia | Cronologia completa delle presenze e delle reti in nazionale ― Italia | Cronologia completa delle presenze e delle reti in nazionale ― Italia |
| Data                                                                  | Città                                                                 | In casa                                                               | Risultato                                                             | Ospiti                                                                | Competizione                                                          | Reti                                                                  | Note                                                                  |
| --------------------------------------------------------------------- | --------------------------------------------------------------------- | --------------------------------------------------------------------- | --------------------------------------------------------------------- | --------------------------------------------------------------------- | --------------------------------------------------------------------- | --------------------------------------------------------------------- | --------------------------------------------------------------------- |
| 25-3-1992                                                             | Torino                                                                | Italia                                                                | 1 – 0                                                                 | Germania                                                              | Amichevole                                                            | -                                                                     | Ammonizione                                                           |
| 4-6-1992                                                              | Boston                                                                | Italia                                                                | 2 – 0                                                                 | Irlanda                                                               | U.S. Cup 1992                                                         | -                                                                     | 51’                                                                   |
| 21-12-1994                                                            | Pescara                                                               | Italia                                                                | 3 – 1                                                                 | Turchia                                                               | Amichevole                                                            | -                                                                     |                                                                       |
| 25-3-1995                                                             | Salerno                                                               | Italia                                                                | 4 – 1                                                                 | Estonia                                                               | Qual. Euro 1996                                                       | -                                                                     |                                                                       |
| 19-6-1995                                                             | Losanna                                                               | Svizzera                                                              | 0 – 1                                                                 | Italia                                                                | Torneo del Centenario della Federazione Svizzera                      | -                                                                     |                                                                       |
| 21-6-1995                                                             | Zurigo                                                                | Italia                                                                | 0 – 2                                                                 | Germania                                                              | Torneo del Centenario della Federazione Svizzera                      | -                                                                     | 46’                                                                   |
| 6-9-1995                                                              | Udine                                                                 | Italia                                                                | 1 – 0                                                                 | Slovenia                                                              | Qual. Euro 1996                                                       | -                                                                     |                                                                       |
| 11-11-1995                                                            | Bari                                                                  | Italia                                                                | 3 – 1                                                                 | Ucraina                                                               | Qual. Euro 1996                                                       | -                                                                     | 85’                                                                   |
| 15-11-1995                                                            | Reggio Emilia                                                         | Italia                                                                | 4 – 0                                                                 | Lituania                                                              | Qual. Euro 1996                                                       | -                                                                     | 71’                                                                   |
| 24-1-1996                                                             | Terni                                                                 | Italia                                                                | 3 – 0                                                                 | Galles                                                                | Amichevole                                                            | -                                                                     |                                                                       |
| 29-5-1996                                                             | Cremona                                                               | Italia                                                                | 2 – 2                                                                 | Belgio                                                                | Amichevole                                                            | -                                                                     | aut’                                                                  |
| 1-6-1996                                                              | Budapest                                                              | Ungheria                                                              | 0 – 2                                                                 | Italia                                                                | Amichevole                                                            | -                                                                     | 46’                                                                   |
| 14-6-1996                                                             | Liverpool                                                             | Rep. Ceca                                                             | 2 – 1                                                                 | Italia                                                                | Euro 1996 - 1º turno                                                  | -                                                                     | 39’                                                                   |
| 19-6-1996                                                             | Manchester                                                            | Germania                                                              | 0 – 0                                                                 | Italia                                                                | Euro 1996 - 1º turno                                                  | -                                                                     | 77’                                                                   |
| 5-10-1996                                                             | Chișinău                                                              | Moldavia                                                              | 1 – 3                                                                 | Italia                                                                | Qual. Mondiali 1998                                                   | -                                                                     | 70’                                                                   |
| 9-10-1996                                                             | Perugia                                                               | Italia                                                                | 1 – 0                                                                 | Georgia                                                               | Qual. Mondiali 1998                                                   | -                                                                     | 16’                                                                   |
| 22-1-1997                                                             | Palermo                                                               | Italia                                                                | 2 – 0                                                                 | Irlanda del Nord                                                      | Amichevole                                                            | -                                                                     |                                                                       |
| 2-4-1997                                                              | Chorzów                                                               | Polonia                                                               | 0 – 0                                                                 | Italia                                                                | Qual. Mondiali 1998                                                   | -                                                                     | 86’                                                                   |
| Totale                                                                |                                                                       | Presenze                                                              | 18                                                                    |                                                                       | Reti                                                                  | 0                                                                     |                                                                       |

| Cronologia completa delle presenze e delle reti in nazionale ― Italia under 21 | Cronologia completa delle presenze e delle reti in nazionale ― Italia under 21 | Cronologia completa delle presenze e delle reti in nazionale ― Italia under 21 | Cronologia completa delle presenze e delle reti in nazionale ― Italia under 21 | Cronologia completa delle presenze e delle reti in nazionale ― Italia under 21 | Cronologia completa delle presenze e delle reti in nazionale ― Italia under 21 | Cronologia completa delle presenze e delle reti in nazionale ― Italia under 21 | Cronologia completa delle presenze e delle reti in nazionale ― Italia under 21 |
| Data                                                                           | Città                                                                          | In casa                                                                        | Risultato                                                                      | Ospiti                                                                         | Competizione                                                                   | Reti                                                                           | Note                                                                           |
| ------------------------------------------------------------------------------ | ------------------------------------------------------------------------------ | ------------------------------------------------------------------------------ | ------------------------------------------------------------------------------ | ------------------------------------------------------------------------------ | ------------------------------------------------------------------------------ | ------------------------------------------------------------------------------ | ------------------------------------------------------------------------------ |
| 21-12-1988                                                                     | Cosenza                                                                        | Italia under 21                                                                | 8 – 0                                                                          | Malta under 21                                                                 | Amichevole                                                                     | 1                                                                              |                                                                                |
| Totale                                                                         |                                                                                | Presenze                                                                       | 1                                                                              |                                                                                | Reti                                                                           | 1                                                                              |                                                                                |

## Palmarès

### Club

#### Competizioni nazionali
- Coppa Italia: 2

Sampdoria: 1988-1989
Roma: 1990-1991
- Coppa di Spagna: 1

Valencia: 1998-1999
- Supercoppa di Spagna: 1

Valencia: 1999
- Campionato spagnolo: 2

Valencia: 2001-2002, 2003-2004

#### Competizioni internazionali
- Coppa delle Coppe: 1

Sampdoria: 1989-1990
- Coppa Intertoto UEFA: 1

Valencia: 1998
- Coppa UEFA: 1

Valencia: 2003-2004
- Supercoppa UEFA: 1

Valencia: 2004